# NBC Funkhaus Namibia
NBC Funkhaus Namibia, auch Funkhaus FM, bis März 2017 Deutsches Hörfunkprogramm der NBC, ist ein Hörfunkprogramm der Namibian Broadcasting Corporation in deutscher Sprache. Es ging am 3. November 1979 auf Sendung. Studiostandort ist das NBC Radio Centre in der Pettenkoferstraße, Windhoek-West. Programmleiterin war von 2015 bis 2021 Lucia Engombe und seitdem wird der Sender von Uli Gall geleitet.
Daneben gibt es als weiteren deutschsprachigen Sender seit 2012 das private Hitradio Namibia.

## Geschichte
Deutschsprachige Hörfunksendungen, die auch für das Treuhandgebiet Südwestafrika bestimmt waren, gab es erstmals in den 1960er-Jahren in Form einer wöchentlichen zwanzigminütigen Sendung im afrikaansen Programm der SAUK/SABC via Kurzwelle (Station Paradys südlich von Bloemfontein). Mit Einführung des UKW-Rundfunks 1969 kam montags bis freitags um 19:10 Uhr eine fünfminütige Nachrichtensendung im englischsprachigen Programm hinzu (Windhoek 98,78 MHz).
Am 1. Mai 1979 wurde der Südwestafrikanische Rundfunk (SWAUK/SWABC) gegründet, und am 3. November 1979 ging das Deutsche Hörfunkprogramm (DHFP) auf Sendung, anfangs nur für wöchentlich 2 Stunden und 10 Minuten in Frequenzteilung mit dem englischsprachigen Dienst. Zu den ersten Mitarbeitern zählten Werner Talkenberg, Freddy Frewer und Dieter Widmann. Erster Abteilungsleiter des Deutschen Hörfunkprogramms war von 1981 bis 1984 Jürgen Hecker. Programmhilfe kam anfangs insbesondere vom Bayerischen Rundfunk, seit den 1990er-Jahren von der Deutschen Welle. Auch die deutsche Bundesregierung unterstützt das Programm über die Deutsche Botschaft im Rahmen von Zuwendungsverträgen.
Am 1. April 1983 erhielt das deutsche Programm eine eigene Frequenz, und die Sendezeit wurde auf 93 Stunden und 10 Minuten pro Woche erweitert, im Herbst desselben Jahres auf 101 Stunden und 50 Minuten pro Woche. 16 feste und zehn freie Mitarbeiter gestalteten das Programm.
Bei der Unabhängigkeit Namibias im März 1990 sendete das Deutsche Hörfunkprogramm 100 Stunden pro Woche bei einem Mitarbeiterstab von 20 festen und 10 freien Mitarbeitern sowie vier Nachrichtenübersetzern. Danach wurde der feste Mitarbeiterstab bis 1994 auf etwa die Hälfte reduziert, also auf 10 feste und 20 freie Mitarbeiter unter Wegfall der Nachrichtenübersetzer. Die Sendezeit betrug 79 Wochenstunden, also gut 20 Wochenstunden weniger als zum Zeitpunkt der Unabhängigkeit. 1993 wurde die Hörerinitiative gegründet, die den deutschen Hörfunk durch finanzielle Beiträge ihrer Mitglieder unterstützt.
2003 bekam der deutsche Hörfunk mehr als 20 zusätzliche Sendestunden pro Woche; die insgesamt 105 Wochenstunden wurden von neun festen und etwa 15 freien Mitarbeitern bestritten. Seit Juni 2009 gibt es auch im Fernsehen eine wöchentliche deutschsprachige Nachrichtensendung, anfangs realisiert vom Team des Hörfunkprogramms. Der Marktanteil des Deutschen Hörfunkprogramms lag 2014 landesweit bei 0,2 % der Hörerschaft. Ende März 2017 wurde das Deutsche Hörfunkprogramm in Funkhaus Namibia umbenannt.

### Leitung
- 1981–1984 Jürgen Hecker
- 1984–198? Werner Talkenberg
- 198?–1989 Siegfried Lösch
- 1989–1994 Renate Loth
- 1994–2003 Almute Oehl
- 2003–2015 Michaela Jaeger
- 2015–2021 Lucia Engombe
- 2021–2025 Uli Gall
- seit 2024 Michaela Jaeger

## Programm
NBC Funkhaus Namibia kombiniert Information, leichte Unterhaltung, anspruchsvollere Wortprogramme, Kindersendungen, Magazine und nicht zuletzt Musik verschiedener Stilrichtungen und ist so eines der letzten deutschsprachigen Vollprogramme im klassischen Sinn.
Die Programmstruktur des afrikaansen Hartklop FM ähnelt der von Funkhaus Namibia (so beispielsweise werktags 06:00 Uit die vere!, 09:00 Oggend kuier, 13:00 Wêreld in 60 minute, 16:00 Tjaila oder das Quiz Vas vra als Pendant zu Köpfchen, Köpfchen).

### Mitarbeiter
- Ralf Boll (Blick in die Welt, Welt aktuell)
- Annemarie Brell (Atlantikwelle, Drehscheibe, Georeise, Kaleidoskop)
- Lutz von Dewitz (Wünsch' dir was)
- Annegret Enengl (Musikredaktion)
- Freddy Frewer (Klassik plus mit Andries Mouton)
- Nikolai Fürniß (NBC Frühaufsteher)
- Uli Gall (Karussell)
- Heide Grassmann (Karussell, NBC Studio 5)
- Ursula von Ludwiger (Erlebnis Klassik)
- Anke Nicolaus (Vorsitzende der Hörerinitiative; Geistliche Musik)
- Claus Ungelenk (Aus der Welt des Glaubens)
- Brigitte Weidlich (Wirtschaftsforum)
- Wilfried Hähner (bis Ende 2009; gründete dann Hitradio Namibia)[13]
- Sybille Moldzio (bis 2013; seitdem mit Unterbrechung Hitradio Namibia)
- Jochen Berends (bis 2017; seit 2020 Hitradio Namibia)
- Jasko Rust (bis 2021, seitdem Hitradio Namibia)

## Verbreitung
Terrestrisch

Über UKW kann das Programm in weiten Landesteilen Namibias empfangen werden, auch in von der deutschsprachigen Minderheit sehr gering besiedelten Ortschaften wie Oshakati oder Katima Mulilo. In der Hauptstadt Windhoek ist der Sender auf den Frequenzen 94,9 MHz (Umland) und 95,8 MHz (Stadt) zu empfangen. In der Region Swakopmund/Walvis Bay sowie in Lüderitz sendet das Programm auf der Frequenz 96,0 MHz. Im Rahmen der Rundfunkdigitalisierung in Namibia ist der Sender seit 2013 außerdem über das Digitalfernsehen (DTT) verfügbar.
Satellit

Für das südliche Afrika wird das Programm frei über die Satelliten Intelsat 10-02 und Astra 4A, verschlüsselt über Intelsat 20 (DStv) verbreitet. Es ist auch im Angebot von Satelio.
Livestream

Weltweit ist ein Empfang via Internet-Livestream möglich (nbc Plus), seit April 2018 kostenpflichtig.

## Hörerinitiative
Wichtige Basis zur Sicherung des Erhalts und der programmlichen Vielfalt von Funkhaus Namibia ist die 1993 gegründete Hörerinitiative zur Unterstützung des deutschsprachigen Hörfunkprogramms der NBC. Die Hörerinitiative finanziert sich durch Mitgliedsbeiträge und Spenden, die dann als Mittel dem deutschen Hörfunkprogramm zur Verfügung gestellt werden. Neben anfallenden laufenden Kosten, die von der Namibian Broadcasting Corporation nicht getragen werden können, wird so auch die ständige Weiterentwicklung des Programms oder die Unterbringung von Praktikanten aus Deutschland sichergestellt.